# Rallye Korsika

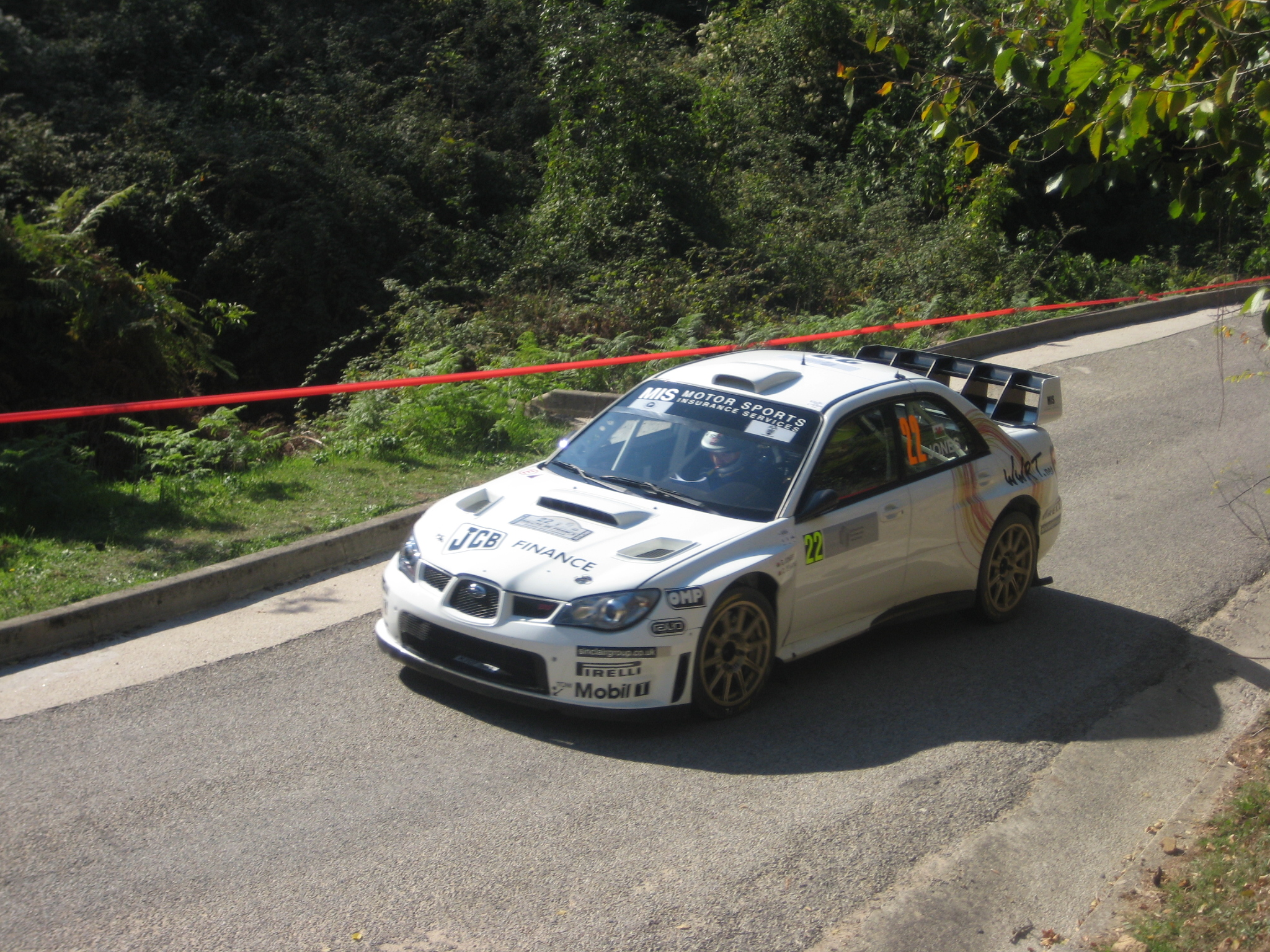
Gareth Jones im Subaru Impreza WRC bei der Tour de Corse 2008

Die Rallye Korsika, offiziell Tour de Corse, ist eine Rallye auf der französischen Insel Korsika. Sie war von 1973 bis 2008 sowie von 2015 bis 2019 der französische Lauf der Rallye-Weltmeisterschaft.

## Geschichte
Die Rallye Korsika wurde erstmals 1956 ausgetragen. Der Name Tour de Corse stammt aus den Anfangstagen der Veranstaltung, als die Strecke rund um die gesamte Insel verlief. Ab 1973 zählte sie zur Rallye-Weltmeisterschaft. 1985 kam bei der Rallye Korsika der Italiener Attilio Bettega und 1986 der Finne Henri Toivonen zusammen mit seinem US-amerikanischen Beifahrer Sergio Cresto ums Leben. Dies führte mit zur Verbannung der hochgezüchteten Gruppe-B-Fahrzeuge aus der Rallye-WM. Ab Mitte der 1980er-Jahre wurde die Distanz der Rallye Korsika von vormals über 1000 Kilometern immer weiter reduziert. Mit einer Unterbrechung im Jahr 1996 war die Rallye bis 2008 jedes Jahr Bestandteil der Rallye-WM. Die Wertungsprüfungen wurden zuletzt in der Region um Ajaccio gefahren. Seit 2011 gehört die Tour de Corse zum Kalender der Intercontinental Rally Challenge. Die Rallye wird nun wieder als Rundfahrt um einen größeren Teil der Insel ausgetragen.

### Die Rückkehr der WRC
Nach dem Rücktritt von Sébastien Loeb und Daniel Elena aus der Rallye-Weltmeisterschaft, Loeb stammt aus dem Elsass und merklichem Zuschauerrückgang im Elsass im Jahr 2014, wurde die Rallye wieder nach Korsika vergeben im Jahr 2015.

## Charakteristik
Die Wertungsprüfungen führen ausschließlich über asphaltierte, kurvenreiche Bergstraßen. Die Rallye wird daher als Rallye der 10.000 Kurven bezeichnet. Die Durchschnittsgeschwindigkeit ist auch wegen der geringen Fahrbahnbreite relativ niedrig. Die Straßen sind teilweise verstaubt, was auch daran liegt, dass zum schnellen Fahren die Kurven häufig geschnitten werden müssen. Der Asphalt hat eine raue Beschaffenheit und befindet sich an einigen Stellen in schlechtem Zustand. Dadurch entsteht hoher Reifenverschleiß und das Risiko, sich einen Reifenschaden einzufangen.

## Gesamtsieger
Die Rekordsieger der Rallye Korsika sind Bernard Darniche und Didier Auriol mit jeweils sechs Siegen.
| Jahr  | Rallye             | Fahrer              | Beifahrer               | Fahrzeug                   |
| ----- | ------------------ | ------------------- | ----------------------- | -------------------------- |
| 19561 | 01. Rallye Korsika | Gilberte Thirion    | Nadège Ferrier          | Renault Dauphine           |
| 19571 | 02. Rallye Korsika | Michel Nicol        | Roger Delageneste       | Alfa Romeo Giulietta       |
| 19581 | 03. Rallye Korsika | Guy Monraisse       | Jacques Feret           | Renault Dauphine           |
| 19591 | 04. Rallye Korsika | Pierre Orsini       | Jean-Baptiste Canocini  | Renault Dauphine           |
| 19601 | 05. Rallye Korsika | Herbert Linge       | Paul-Ernst Strähle      | Porsche SC 90              |
| 19611 | 06. Rallye Korsika | René Trautmann      | Jean-Claude Ogier       | Citroën DS 19              |
| 19621 | 07. Rallye Korsika | Pierre Orsini       | Jean-Baptiste Canocini  | Renault Dauphine           |
| 19631 | 08. Rallye Korsika | René Trautmann      | Jean-Claude Ogier       | Citroën DS 19              |
| 19641 | 09. Rallye Korsika | Jean Vinatier       | Roger Masson            | Renault 8 Gordini          |
| 19651 | 10. Rallye Korsika | Pierre Orsini       | Jean-Baptiste Canocini  | Renault 8 Gordini          |
| 19661 | 11. Rallye Korsika | Jean-François Piot  | Jean-François Jacob     | Renault 8 Gordini          |
| 19671 | 12. Rallye Korsika | Sandro Munari       | Luciano Lombardini      | Lancia Fulvia HF Coupé     |
| 19681 | 13. Rallye Korsika | Jean-Claude Andruet | Maurice Gelin           | Renault Alpine A110        |
| 19691 | 14. Rallye Korsika | Gérard Larrousse    | Maurice Gelin           | Porsche 911 R              |
| 19701 | 15. Rallye Korsika | Bernard Darniche    | Bernard Demange         | Renault Alpine A110 1800   |
| 19721 | 16. Rallye Korsika | Jean-Claude Andruet | Michèle Espinosi-Petit  | Renault Alpine A110 1800   |
| 1973  | 17. Rallye Korsika | Jean-Pierre Nicolas | Michel Vial             | Renault Alpine A110 1800   |
| 1974  | 18. Rallye Korsika | Jean-Claude Andruet | Michèle Espinosi-Petit  | Lancia Stratos HF          |
| 1975  | 19. Rallye Korsika | Bernard Darniche    | Alain Mahé              | Lancia Stratos HF          |
| 1976  | 20. Rallye Korsika | Sandro Munari       | Silvio Maiga            | Lancia Stratos HF          |
| 1977  | 21. Rallye Korsika | Bernard Darniche    | Alain Mahé              | Fiat 131 Mirafiori Abarth  |
| 1978  | 22. Rallye Korsika | Bernard Darniche    | Alain Mahé              | Fiat 131 Mirafiori Abarth  |
| 1979  | 23. Rallye Korsika | Bernard Darniche    | Alain Mahé              | Lancia Stratos HF          |
| 1980  | 24. Rallye Korsika | Jean-Luc Thérier    | Michel Vial             | Porsche 911 SC             |
| 1981  | 25. Rallye Korsika | Bernard Darniche    | Alain Mahé              | Lancia Stratos HF          |
| 1982  | 26. Rallye Korsika | Jean Ragnotti       | Jean-Marc Andrié        | Renault 5 Turbo            |
| 1983  | 27. Rallye Korsika | Markku Alén         | Ilkka Kivimäki          | Lancia Rally 037           |
| 1984  | 28. Rallye Korsika | Markku Alén         | Ilkka Kivimäki          | Lancia Rally 037           |
| 1985  | 29. Rallye Korsika | Jean Ragnotti       | Pierre Thimonier        | Renault 5 Maxi Turbo       |
| 1986  | 30. Rallye Korsika | Bruno Saby          | Jean-François Fauchille | Peugeot 205 Turbo 16 E2    |
| 1987  | 31. Rallye Korsika | Bernard Béguin      | Jean-Jacques Lenne      | BMW M3                     |
| 1988  | 32. Rallye Korsika | Didier Auriol       | Bernard Occelli         | Ford Sierra RS Cosworth    |
| 1989  | 33. Rallye Korsika | Didier Auriol       | Bernard Occelli         | Lancia Delta Integrale     |
| 1990  | 34. Rallye Korsika | Didier Auriol       | Bernard Occelli         | Lancia Delta Integrale 16V |
| 1991  | 35. Rallye Korsika | Carlos Sainz        | Luis Moya               | Toyota Celica GT-Four      |
| 1992  | 36. Rallye Korsika | Didier Auriol       | Bernard Occelli         | Lancia Delta HF Integrale  |
| 1993  | 37. Rallye Korsika | François Delecour   | Daniel Grataloup        | Ford Escort RS Cosworth    |
| 1994  | 38. Rallye Korsika | Didier Auriol       | Bernard Occelli         | Toyota Celica Turbo 4WD    |
| 1995  | 39. Rallye Korsika | Didier Auriol       | Denis Giraudet          | Toyota Celica GT-Four      |
| 19961 | 40. Rallye Korsika | Philippe Bugalski   | Jean-Paul Chiaroni      | Renault Mégane Maxi        |
| 1997  | 41. Rallye Korsika | Colin McRae         | Nicky Grist             | Subaru Impreza WRC         |
| 1998  | 42. Rallye Korsika | Colin McRae         | Nicky Grist             | Subaru Impreza WRC         |
| 1999  | 43. Rallye Korsika | Philippe Bugalski   | Jean-Paul Chiaroni      | Citroën Xsara Kit Car      |
| 2000  | 44. Rallye Korsika | Gilles Panizzi      | Hervé Panizzi           | Peugeot 206 WRC            |
| 2001  | 45. Rallye Korsika | Jesús Puras         | Marc Martí              | Citroën Xsara WRC          |
| 2002  | 46. Rallye Korsika | Gilles Panizzi      | Hervé Panizzi           | Peugeot 206 WRC            |
| 2003  | 47. Rallye Korsika | Petter Solberg      | Phil Mills              | Subaru Impreza WRC         |
| 2004  | 48. Rallye Korsika | Markko Märtin       | Michael Park            | Ford Focus WRC             |
| 2005  | 49. Rallye Korsika | Sébastien Loeb      | Daniel Elena            | Citroën Xsara WRC          |
| 2006  | 50. Rallye Korsika | Sébastien Loeb      | Daniel Elena            | Citroën Xsara WRC          |
| 2007  | 51. Rallye Korsika | Sébastien Loeb      | Daniel Elena            | Citroën C4 WRC             |
| 2008  | 52. Rallye Korsika | Sébastien Loeb      | Daniel Elena            | Citroën C4 WRC             |
| 20091 | 53. Tour de Corse  | Pascal Trojani      | Francis Mazotti         | Peugeot 307 WRC            |
| 20111 | 54. Rallye Korsika | Thierry Neuville    | Nicolas Gilsoul         | Peugeot 207 S2000          |
| 20121 | 55. Rallye Korsika | Dani Sordo          | Carlos del Barrio       | Mini Countryman            |
| 20131 | 56. Rallye Korsika | Bryan Bouffier      | Xavier Panseri          | Peugeot 207 S2000          |
| 20141 | 57. Rallye Korsika | Stéphane Sarrazin   | Jacques-Julien Renucci  | Ford Fiesta RRC            |
| 2015  | 58. Rallye Korsika | Jari-Matti Latvala  | Miikka Anttila          | VW Polo R WRC              |
| 2016  | 59. Rallye Korsika | Sébastien Ogier     | Julien Ingrassia        | VW Polo R WRC              |
| 2017  | 60. Rallye Korsika | Thierry Neuville    | Nicolas Gilsoul         | Hyundai i20 Coupe WRC      |
| 2018  | 61. Rallye Korsika | Sébastien Ogier     | Julien Ingrassia        | Ford Fiesta RS WRC         |
| 2019  | 62. Rallye Korsika | Thierry Neuville    | Nicolas Gilsoul         | Hyundai i20 Coupe WRC      |

1 Kein WM-Status